# Paragomphus lacustris
Paragomphus lacustris é uma espécie de libelinha da família Gomphidae. 
Pode ser encontrada nos seguintes países: República Democrática do Congo, Tanzânia e possivelmente em Uganda.
Os seus habitats naturais são: lagos de água doce. 